# 瑞浪市立釜戸小学校荻之島分校
瑞浪市立釜戸小学校荻之島分校（みずなみしりつ　かまどしょうがっこう　おぎのしまぶんこう）は、かつて岐阜県瑞浪市釜戸町の荻之島に存在した公立小学校の分校。

## 概要
- 釜戸小学校の分校であり、現在の瑞浪市釜戸町東部（大久後・細川・平山・上切など）が校区であった。1968年廃校。
- 跡地は寶珠寺[注釈 2]の駐車場になっている[1]。

## 沿革
- 1873年（明治6年）9月 - 荻之島村に義校[2]として復礼館が開校。寶珠寺を仮校舎とする。
- 1875年（明治8年） - 
  - 公文垣内村、中切村、大島村、荻之島村、釜戸宿村[注釈 3]、上平村、平山村が合併し、釜戸村となる。
  - 復礼学校に改称する。
- 1879年（明治12年） - 誠之学校荻之島分校となる。
- 1882年（明治15年） - 釜戸小学校荻之島分校に改称する。
- 1885年（明治18年） - 独立し、荻之島学校となる。
- 1887年（明治20年） - 荻之島尋常小学校に改称する。
- 1889年（明治22年）7月1日 - 釜戸村と大湫村が合併し、余戸村が発足。
- 1900年（明治33年） - 余戸第二尋常小学校に改称する。
- 1917年（大正6年）
  - 6月18日 - 余戸第一尋常高等小学校に統合され、廃校。
  - 8月29日 - 余戸第一尋常高等小学校荻之島分教場を開設。
- 1919年（大正8年） - 校舎を改築する。
- 1921年（大正10年） - 
  - 余戸村が釜戸村と大湫村に分村。
  - 釜戸尋常高等小学校荻之島分教場に改称する。
- 1941年（昭和16年） - 釜戸国民学校荻之島分教場に改称する。
- 1947年（昭和22年） - 釜戸村立釜戸小学校荻之島分校に改称する。
- 1954年（昭和29年）4月1日 - 土岐郡瑞浪土岐町、稲津村、釜戸村、大湫村、日吉村、明世村（山野内、月吉、戸狩）、および恵那郡陶町が合併し、瑞浪市が発足。同時に瑞浪市立釜戸小学校荻之島分校に改称する。
- 1968年（昭和43年）3月 - 廃校。